# Climent XII
Climent XII (llatí: Clemens PP. XII)  (Florència, 7 d'abril de 1652 - Roma, 6 de febrer de 1740) nascut Lorenzo Corsini, va ser el 246è bisbe de Roma i papa de l'Església Catòlica des de 1730 fins a la seva mort el 1740 .
És conegut perquè, tot i ser elegit pontífex a una edat molt avançada, com a papa de transició, gràcies al seu esperit il·lustrat va aconseguir donar una nova direcció al govern dels Estats Pontificis, impulsant la construcció de nombrosos obres públiques, inclosa la Fontana di Trevi, la nova façana de Sant Joan del Laterà, l'obertura als ciutadans dels Museus Capitolins, el primer museu públic del món, l'ampliació del port d'Ancona, l'obertura de la Strada Clementina; també és conegut per haver condemnat la maçoneria, emetent la butlla In eminenti apostolatus specula.

## Biografia
Lorenzo Corsini va néixer a Florència d'un ric comerciant, Bartolomeo Corsini, marquès de Sismano i Casigliano, i d'Elisabetta Strozzi, la quarta de set fills. Un oncle seu, Neri Corsini, era cardenal. Un sant, Andrea (1301-1374), aparentment també pertanyia a la família Corsini. Climent XII va ser el cinquè i darrer, fins avui, papa nascut a Florència.
Corsini va estudiar primer a Florència, després a Roma, al Col·legi Romà i, finalment, al Col·legi dels Jesuïtes de Pisa. El 1675 es va doctorar en dret. Després de la mort del seu pare el 1685, va decidir seguir la seva vocació religiosa. Va entrar a la prelatura sota el papa Innocenci XI (1676-1689), que el va consagrar sacerdot.
El 1695 va ser nomenat tresorer de la Cambra Apostòlica. En aquest sentit, Corsini va mostrar una obertura cautelosa pel que fa al comerç de cereals, tendint en canvi a seguir línies proteccionistes en la importació de productes manufacturats, atès que les elevades importacions podrien danyar la ja deficient producció interna. En reconeixement dels seus excel·lents serveis en l' àmbit econòmic, Climent XI el creà cardenal el 17 de maig de 1706, disposant a més que conservés el càrrec de tresorer pontifici.
Tenia la seva residència al Palazzo Pamphilj de la Piazza Navona, que gràcies a ell esdevingué un lloc de trobada d'artistes i intel·lectuals. La seva biblioteca privada, plena de 80.000 volums, esdevingué la més abundant de la ciutat.
Lorenzo Corsini va participar en tres conclaves (1721, 1724 i 1730). Corsini va ser cardenal durant 24 anys abans de ser elegit pontífex. Del 1725 al 1730 va ser bisbe de Frascati, el record del qual va ser lluminós per la generositat amb què va treballar en benefici de la ciutat i del propi clergat.

### Històrial dels càrrecs
- 1685: és regent de la Cancelleria; posteriorment se li va atorgar el paper de clergue a la Cambra Apostòlica (organisme financer del sistema administratiu pontifici);
- 13 de febrer de 1690 : és nomenat president de la "Grascia" per Alexandre VIII;
- 10 d'abril de 1690 – 12 de juliol de 1730: arquebisbe titular de Nicomèdia (ordenat bisbe el 18 de juny de 1690);
- 1 de juliol de 1690: nomenat nunci apostòlic a Viena;[6]
- 6 de desembre de 1695: és tresorer general de la Cambra Apostòlica (el càrrec també incloïa, aleshores, el Comissariat del Mar i el de Castel Sant'Angelo);[7]
- 17 de maig de 1706 – 17 de novembre de 1725: cardenal prevere;
- 25 de juny de 1706 – 16 de desembre de 1720: va assumir el títol de Santa Susanna;
- 9 de setembre de 1709: nomenat llegat papal a Ferrara;
- 19 de febrer de 1710 – 26 de gener de 1711: Camarlenc del Col·legi Cardenalici;
- 22 de novembre de 1720 – 12 de juliol de 1730: Prefecte de la Signatura;
- 16 de desembre de 1720 - 17 de novembre de 1725: cardenal prevere de San Pietro in Vincoli;
- 17 de novembre de 1725 : opta pel títol de cardenal bisbe de Frascati;
- 12 de juliol de 1730: és elegit pontífex romà.

### Conclave del 1730
Els cardenals es van tancar en conclave el 5 de març de 1730. 55 cardenals van participar en la votació final.
La fase inicial va ser molt incerta per l'elevat nombre de "candidats": Tommaso Ruffo, Giuseppe Renato Imperiali, Antonio Felice Zondadari, Antonio Banchieri, Gianantonio Davia i Pier Marcellino Corradini. La primavera era càlida, de manera que, en derogació de les normes del conclave, els cardenals podien mantenir obertes les finestres de les seves habitacions.
Durant el conclave va morir un cardenal: Bernardo Maria Conti (23 d'abril). Cornelio Bentivoglio va presentar en nom del rei d'Espanya Felip V el veto contra el cardenal Imperiali, que estava a només un vot de ser elegit. El 10 de juny, Gianantonio Davia va rebre 29 vots; el 16 de juny Corradini va obtenir 30 vots, però el cardenal de la corona d'Àustria, Juan Álvaro Cienfuegos Villazón, va declarar no donar-li suport, deixant així la seva candidatura.
Després que totes les candidatures van fracassar una rere l'altra, els membres del Sagrat Col·legi es van plantejar la possibilitat d'elegir un cardenal toscà. Aquesta possibilitat contenia un risc. Se sabia que el Gran Duc, Gian Gastone de Mèdici, no havia tingut descendència masculina i, per tant, el Gran Ducat de Toscana estava destinat a passar a un membre d'una de les dinasties reials europees. Es temia que un papa toscà pogués interferir en l'escena europea, afavorint, d'alguna manera, la causa Mèdici. Per tant, la candidatura de Corsini es va endarrerir fins a l'últim minut i només va sorgir quan els altres candidats principals havien estat descartats.
Climent XII va ser elegit papa el 12 de juliol de 1730 al Palau Apostòlic i va ser coronat pel cardenal Lorenzo Altieri el 16 de juliol. Va escollir el nom pontifici de Climent XII en honor al papa que l'havia creat cardenal, és a dir, Climent XI.

En el moment de la seva elecció ja tenia 78 anys. Després d'ell, fins a finals del segle xx, cap pontífex va ser elegit a una edat tan avançada. Va ser l'últim pontífex nascut abans d'un dels seus predecessors (Innocenci XIII, papa de 1721 a 1724, va néixer el 1655, és a dir, era tres anys més jove que Corsini).

## El pontificat
A causa de la seva edat molt avançada, Climent XII va quedar gairebé cec en els últims vuit anys del seu papat; a més es va veure obligat a restar al llit a partir de 1733 a causa de dolorosos atacs de gota (malaltia difícil de curar en aquell moment). Des del seu llit celebrava audiències i dirigia els afers de l'estat. Tanmateix, va poder envoltar-se de funcionaris del més alt nivell, que l'ajudaven en molts assumptes, tant espirituals com temporals.

### Relacions amb les institucions de l'Església
Franciscans
El 1731 el pontífex va retirar els privilegis concedits a les confraries franciscanes alemanyes i belgues.
Passionistes
El 23 de febrer de 1731, amb un breu que sancionava la primera aprovació de les Regles de l'orde, Climent XII va concedir als Passionistes el dret d'organitzar missions.
Missions
Amb el breu Cum sicut, de 1735, va donar als missioners caputxins el dret d'exercir la medicina i la cirurgia.

El 13 de maig de 1739 ordenà a tots els missioners que prestessin jurament d'obediència.

### Decisions eclesiàstiques generals

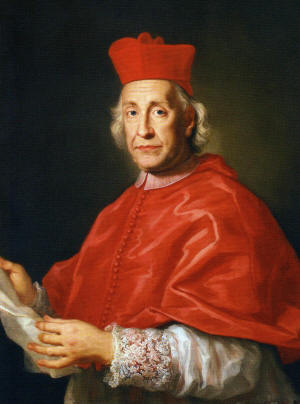
El cardenal Lorenzo Corsini.

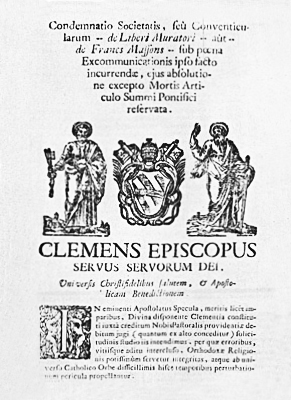
Publicació de la Butlla Papal: In eminenti apostolatus specula.

El 5 d'octubre de 1732 Climent XII va publicar la constitució apostòlica Apostolatus officium en la qual definia els drets i deures dels cardenals en el conclave
Era una pràctica habitual que els cardenals canviessin els seus títols cardenalicis. Alguns cardenals diaques havien canviat de diaconat tres o quatre vegades. Climent XII va decretar que el cardenal bisbe que més temps havia residit a Roma havia de ser degà del Col·legi Cardenalici (10 de gener de 1731, constitució apostòlica Pastorale officium). També va haver de residir a Roma, assumint el títol de bisbe d'Ostia.
L'1 de febrer de 1734 va publicar la butlla In suprema iustitiae solio en la qual dictava disposicions relatives als assassinats (concretament, la definició d'assassinat premeditat) amb relació a la immunitat local
El 28 d'abril de 1738 va publicar la butlla In eminenti apostolatus specula en la qual condemnava la maçoneria i imposava l'excomunió a tots els que s'hi adherissin.
El 1733, el príncep 'Abd ar-Rahman, nebot del rei del Marroc, va arribar a Roma, decidit a convertir-se al cristianisme. En la cerimònia del baptisme, el padrí del príncep va ser el mateix Climent XII.

### Relacions amb altres esglésies cristianes
Climent XII es va reunir amb el Papa de l'Església Copte Ortodoxa, amb qui va discutir la possibilitat d'un acostament, i el Patriarca de l'Església Apostòlica Armènia. Va convèncer aquest últim perquè retirés l'anatema contra el Concili de Calcedònia (451) i el papa Lleó I.

### Relacions amb comunitats de ritu oriental
Climent XII va fundar el Col·legi Italo-Grec a San Benedetto Ullano, un centre de Calàbria habitat per comunitats Arbëreshë, per a la formació dels clergues de ritu bizantí. Avui s'anomena Col·legi Pontifici Corsini dels Albanesos de Calàbria.

### Decisions sobre qüestions litúrgiques
Climent XII va haver d'intervenir en la qüestió mil·lenària dels ritus Malabar perquè se li van plantejar alguns dubtes sobre l'observança del decret i de la butlla del seu predecessor Benet XIII. El pontífex va nomenar una comissió de cardenals. La comissió, que va tenir audiències del 21 de gener al 6 de setembre de 1733, va confirmar les decisions del légat Carlo Tommaso Maillard de Tournon. El pontífex va aprovar el 24 d'agost de 1734.

A més, el pontífex va confirmar les decisions dels seus predecessors sobre la prohibició dels ritus xinesos (26 de setembre de 1735).
Entre altres decisions sobre qüestions litúrgiques:
- la concessió al Patriarca de Lisboa de portar la tiara;
- adoptant una pràctica ja en ús al sud d' Itàlia, va establir el costum de recitar el salm De profundis a la una del matí per cada creient a casa seva[16]
- va traslladar el dia de la memòria litúrgica de sant Joaquim, pare de Maria, del 26 de juliol al diumenge entre l'octava de l'Assumpció (3 d'octubre de 1738)[17]

### Govern de l'Estat de l'Església

#### Reformes econòmiques
Els seus primers moviments com a papa Climent XII van ser per restaurar les finances papals: les finances dels Estats Pontificis estaven en molt mal estat. Climent XII va seguir la mateixa línia adoptada quan era tresorer de la Santa Seu, és a dir, la d'un fort proteccionisme, orientat a protegir la petita indústria manufacturera dels Estats Pontificis. Va imposar fortes taxes a la importació de productes de fora. En una lògica mercantilista es van veure afectats els productes elaborats a les fàbriques especialitzades en l'enrotllament i teixit de seda, en el teixit de draps de llana, en els de peces de plom i vidre, i finalment a les saboneres. Al mateix temps, però, no es van prendre mesures per augmentar la producció nacional. Per tant, tot el que es va aconseguir va ser el més estancament de la indústria nacional.
El pontífex va restablir el joc de loteria eliminant la prohibició emesa pel seu predecessor Benet XIII (1731). Als que van criticar la seva elecció, Climent XII va objectar que la recaptació es destinaria a obres públiques i obres benèfiques. A més, els jocs es van legalitzar dins de les fronteres de l'estat, però es van prohibir fora d'aquest. Aviat va entrar al tresor una suma anual de gairebé mig milió d'escuts; aquests ingressos van contribuir a restaurar les finances pontifícias.

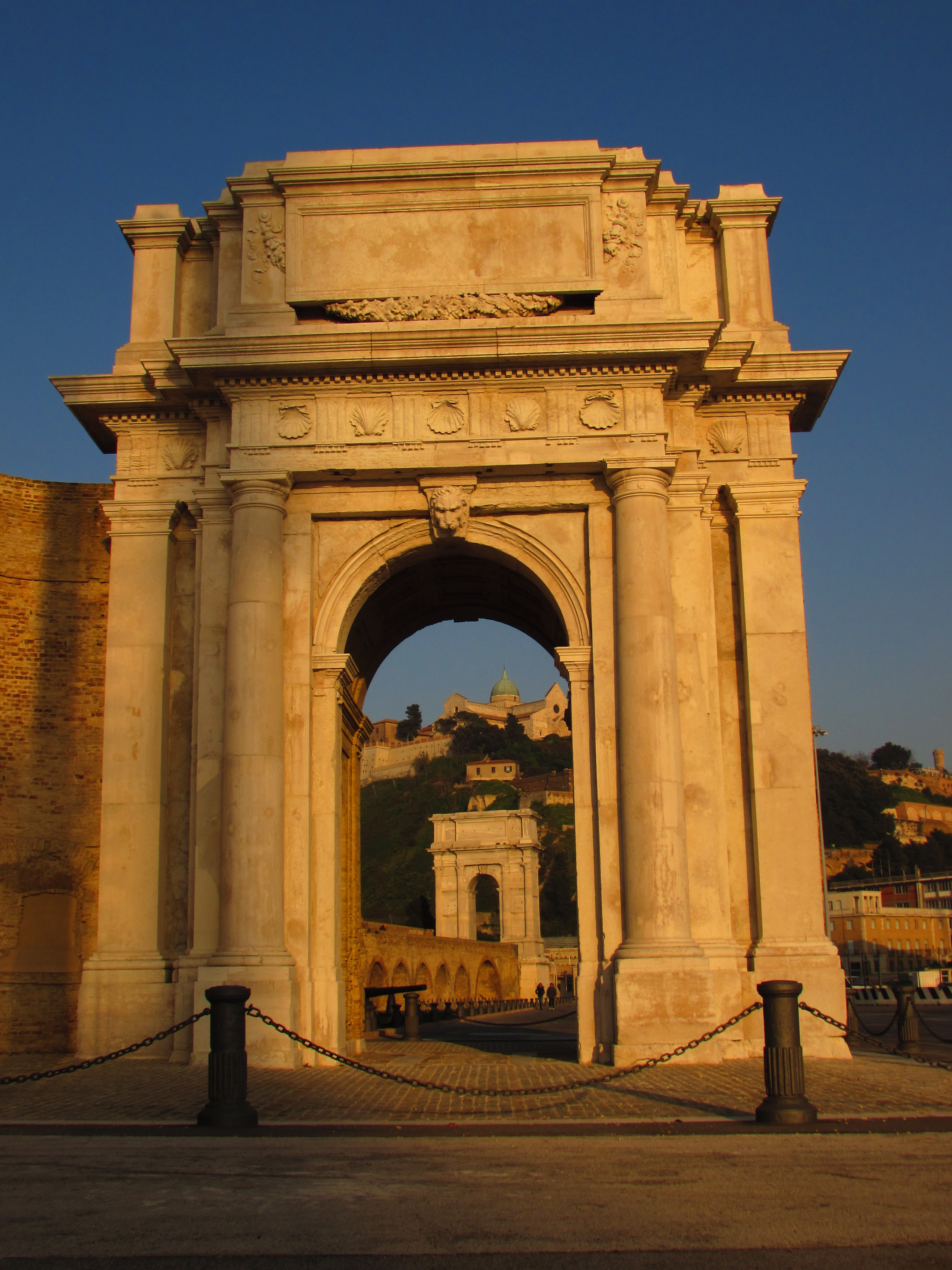
L'arc clementí d'Ancona.

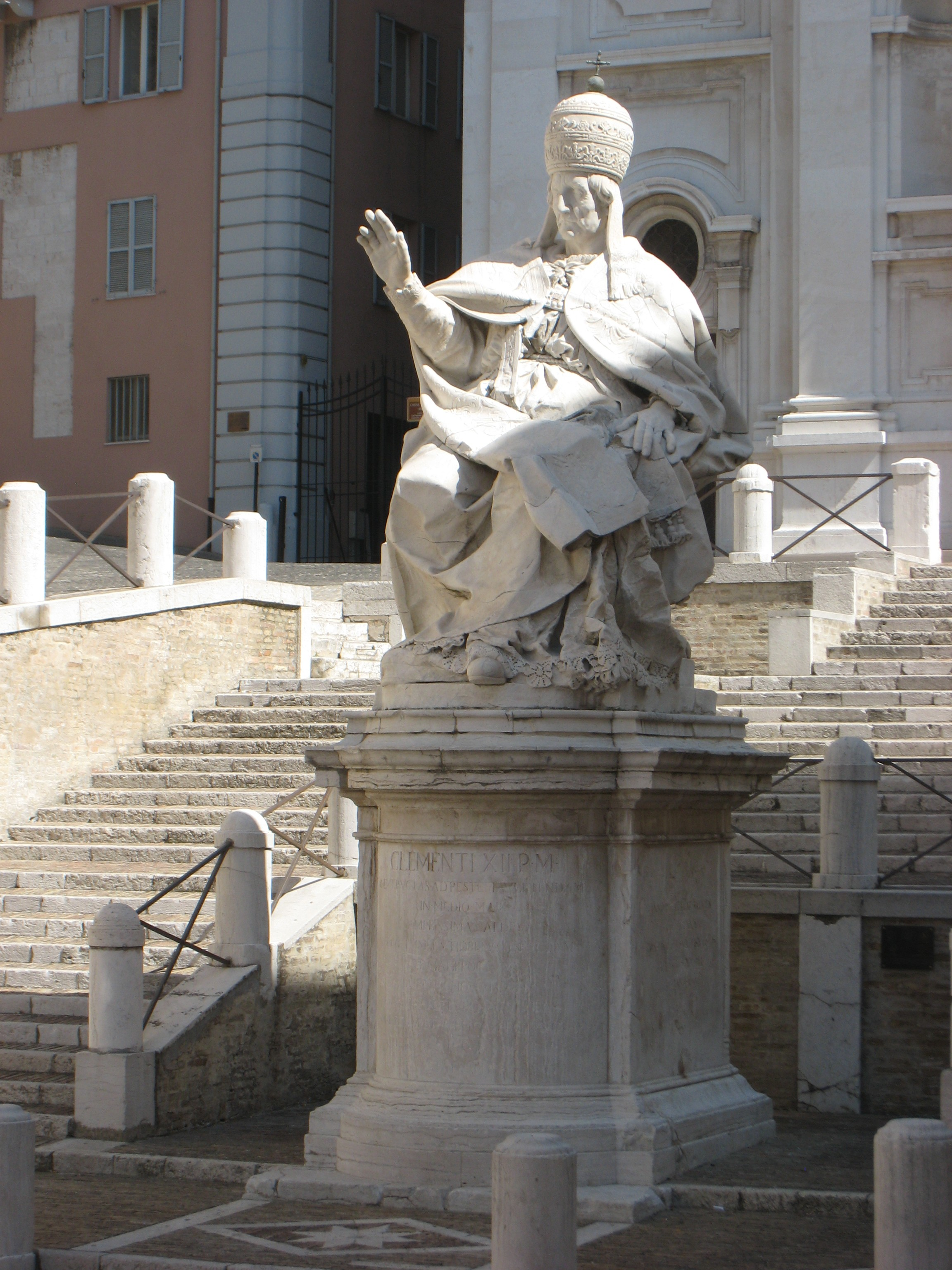
Agostino Cornacchini, Estàtua del Papa Climent XII, Ancona, Piazza del Plebiscito, 1738

#### Obres públiques
Port d'Ancona
El 14 de febrer de 1732 el Papa va declarar el port d'Ancona port franc i en va ordenar l'ampliació, amb l'objectiu de fer-lo apte per fer la funció de port de Roma cap a Orient.
El pontífex va cridar Luigi Vanvitelli per dissenyar i supervisar les obres, que el famós arquitecte napolità d'origen holandès va fer amb gran eficàcia, ampliant el moll construït per l'emperador Trajà; com a porta d'entrada entre la zona del port i la ciutat Vanvitelli va crear l'Arc Clementí. A la zona sud del port, Vanvitelli va crear una gran illa artificial pentagonal sobre la qual va construir el nou hospital d'Ancona, concebut com una estructura multifuncional, ja que també era una obra militar i tenia la funció d'espigó. Al centre de l'arc del port, al vessant d'un turó, Vanvitelli també va dissenyar l'església del Gesù, que amb el seu pronaos corbat segueix la línia dels molls, mostrant la visió del paisatge que va ser la base de totes les obres de Vanvitelli a Ancona. Arran de les obres realitzades al port, Ancona va viure un moment de renovat esplendor econòmic i social.
L'any següent el pontífex va fer construir una carretera per connectar el renovat port d'Ancona amb Roma, passant per Jesi, Fabriano i Nocera Umbra, on s'uní amb la Via Flamínia. La via de comunicació va prendre el nom de Strada Clementina.
Ports de Ravenna i Civitavecchia
Com a port de Roma a la Mediterrània occidental, el papa va decidir modernitzar el port de Civitavecchia. Climent XII també va promoure l'ampliació del port de Ravenna, però això es va produir l'any 1748, doncs després de la seva mort.
Edificis religiosos a Roma

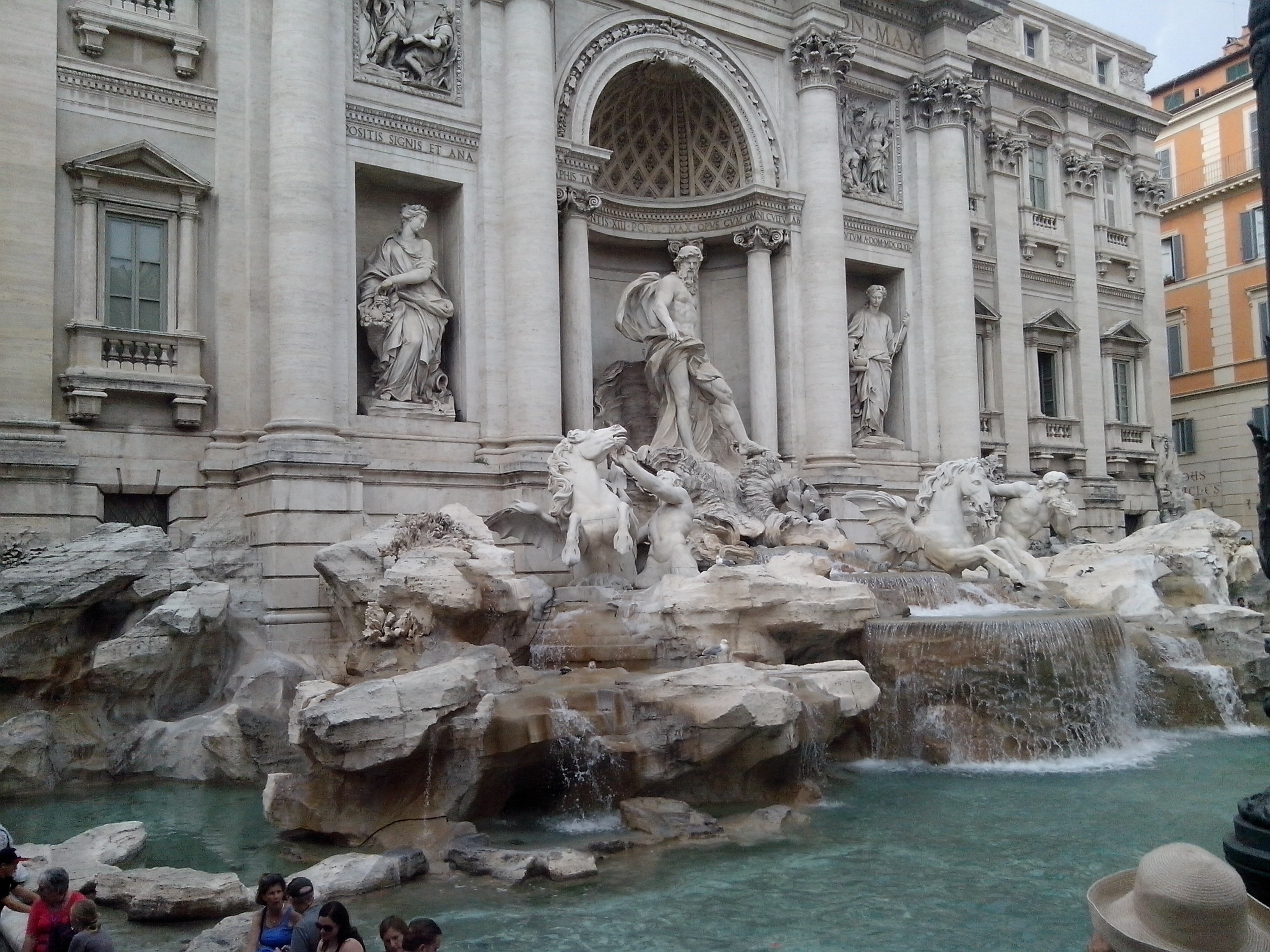
La fontana di Trevi, iniciada pel papa Climent XII.

- Construcció de l'església de San Giuseppe alla Lungara (1734); projecte confiat a Ludovico Rusconi Sassi;
- Finalització de la construcció de l'església del Nen Jesús (1731-33), consagrada pel mateix pontífex el 9 de setembre de 1736. Arquitecte: Ferdinando Fuga. Climent XII, protector de la congregació de les Germanes Oblates del Sant Nen Jesús, va aconsellar a les consagrades que adoptessin la regla de sant Agustí;[21]
- Les condicions de la façana de la basílica de Sant Joan del Laterà, en perill d'esfondrament, van empènyer el pontífex a convocar un concurs, que va guanyar l'arquitecte Alessandro Galilei. Les obres van durar del 1732 al 1735. Clemente va fer construir a l'interior de la basílica una magnífica capella dedicada a Sant Andrea Corsini.[22]
- Restauració de la capella dedicada a Sant Miquel situada al cim del Castel Sant'Angelo. Instal·lació d'un altar de marbre coronat per una escultura del sant;[21]
- Demolició i reconstrucció de l'església dels Sants Celso i Giuliano a partir d'un disseny de Carlo de Dominicis;
- Construcció de la façana de la Basílica de San Giovanni Battista dei Fiorentini a partir d'un disseny d'Alessandro Galilei.

Edificis civils a Roma
El seu predecessor Climent XI (1700-1721) havia fet amplia el Hospital de Sant Miquel ajuntant-hi una presó per a menors (correccional), dos hospitals per a ancians (un per a homes i l'altre per a dones) i una gran església. Climent XII va completar l'obra construint la presó de dones.

El 1731 el pontífex va fer construir al vessant sud del turó del Quirinal el Palazzo della Consulta, que esdevingué la seu del secretariat de la Sagrada Congregació de la Consulta i de la Signatura dels Breus. El projecte va ser encarregat a Ferdinando Fuga. El Palau va ser acabat l'any 1737  (avui és la seu del Tribunal Constitucional de la República Italiana). Amb els mèrits adquirits, Fuga va rebre el càrrec d'arquitecte del Palau del Quirinal. Entre 1730 i 1732 va dur a terme l'ampliació definitiva de la Manica Lunga. A la part final de l'edifici va construir la Palazzina del Secretari de la Figura , que tanca a l'est el recinte de la fàbrica que voreja els jardins del Quirinal. Finalment va obtenir l'encàrrec de construir el Coffee House als jardins del Palau (construït entre 1741 i 1744).
El 1732 Climent XII va anunciar un concurs per a la construcció d'una font monumental a la Piazza di Trevi, en el qual també va participar Luigi Vanvitelli. Nicola Salvi va guanyar i va començar la construcció de la famosa Fontana di Trevi.
El 1733 l'Arc de Constantí va ser objecte de restauració i finalització de les parts que faltaven.
També l'any 1733 el pontífex va encarregar la renovació de la Fontana Bella o de Porta Furba, situada a l'encreuament de la Via del Mandrione i la Via Tuscolana, avui coneguda com la font de Climent XII, potser a partir de dissenys de Vanvitelli.
Altres obres
Hi havia una zona entre els Estats Pontificis i el Gran Ducat de Toscana, a la desembocadura de la Val di Chiana, que antigament era fèrtil però en aquella època es va reduir a pantà. El pontífex va intentar recuperar-lo i va encarregar l'obra a monsenyor Giovani Bottari. Va dissenyar un canal artificial de 20 km de llarg fins al Tíber, de manera que les aigües corrents del riu substituïssin les aigües estancades de la zona. Les obres, però, no es van iniciar mai, tant pel llarg període necessari per a la recuperació com per les grans despeses previstes.
Entre les diferents intervencions realitzades durant el pontificat de Climent XII hi havia la finalització de l'aqüeducte de Vermicino, amb la construcció per Luigi Vanvitelli de la Fontana Vermicino (1731), situada a la cantonada entre Via della Mola Cavona i Via Tuscolana Vecchia , en la part de la ciutat de Vermicino situada al municipi de Frascati.
El legat a la Romanya, Giulio Alberoni, va iniciar la construcció del nou canal navegable de Ravenna (Canale Corsini, d'11 km de llarg), que va trobar la seva sortida al nou port de Porto Corsini.
Climent XII va intentar fomentar el comerç i l'agricultura mitjançant una sèrie d'iniciatives destinades a dinamitzar aquests sectors.

### Relacions amb els estats europeus

#### Polònia
El 1733 va acabar el regnat de trenta anys del rei August II. La lluita per la successió (el rei va ser elegit per una Dieta especialment convocada) va veure l'enfrontament entre dos pretendents: Estanislau Leszczyński, recolzat pels Borbons (que regnaven sobre França i Espanya), i August de Saxònia, recolzat per l'emperador.
El 12 de setembre de 1733 Climent XII va reconèixer a Leszczyński com a rei legítim, però el pontífex no va poder evitar l'esclat d'una guerra de successió entre els dos bàndols. Van ser les armes les que van decidir: els imperials, aliats amb Prússia i Rússia, van guanyar. El 1736 August de Saxònia esdevingué August III de Polònia.
En aquell any la Santa Seu va estipular un concordat amb Polònia.

#### Espanya
El Regne d'Espanya estava governat pels Borbons , la mateixa casa que governava la Corona de França. El 1733 les dues nacions van estipular una aliança amb una funció anti-Habsburg. El contrast entre els interessos espanyols a Itàlia i els dels Habsburg, que per la seva banda pretenien mantenir el domini sobre la península, es va intensificar. El 1720 els regnes de Nàpols i Sicília havien passat als Habsburg en virtut del  Tractat de l'Haia. El 1734 l'exèrcit espanyol va envair el sud d'Itàlia, derrotant els austríacs i prenent-los el regne de Nàpols. Carles III de Borbó va ser proclamat rei el 17 de maig de 1734. L'any següent va ocupar el regne de Sicília. Aleshores, Carles va ser coronat rex utriusque Siciliae el 3 de juliol de 1735 a la catedral de Palerm per l'arquebisbe Matteo Basile.
Climent XII no reconeixia la legitimitat del domini borbònic. El maig de 1736 Espanya va trencar les relacions diplomàtiques amb la Santa Seu. Va seguir una política d'acostament: el 1737 les dues parts van signar un Concordat i el 1738 el pontífex va acceptar el pagament del tribut tradicional (la xinea) que, en virtut d'un antic pacte feudal, el sobirà napolità va lliurar al papa.

#### Sacre Imperi Romanogermànic
Els Borbons d'Espanya havien vençut doncs l'exèrcit austríac i li havien pres el Regne de Nàpols. Al principi Climent XII es va negar a concedir la investidura al nou sobirà per no irritar l'emperador Carles VI d'Habsburg. Més tard va reconèixer l'statu quo. El 1736 els Borbons van cedir el Ducat de Parma i Piacenza a l'emperador com a compensació per la pèrdua de les Dues Sicílies (Dieta de Ratisbona). Aquestes decisions van ser ratificades el 1738 amb el Tractat de Viena.

#### Estats italians

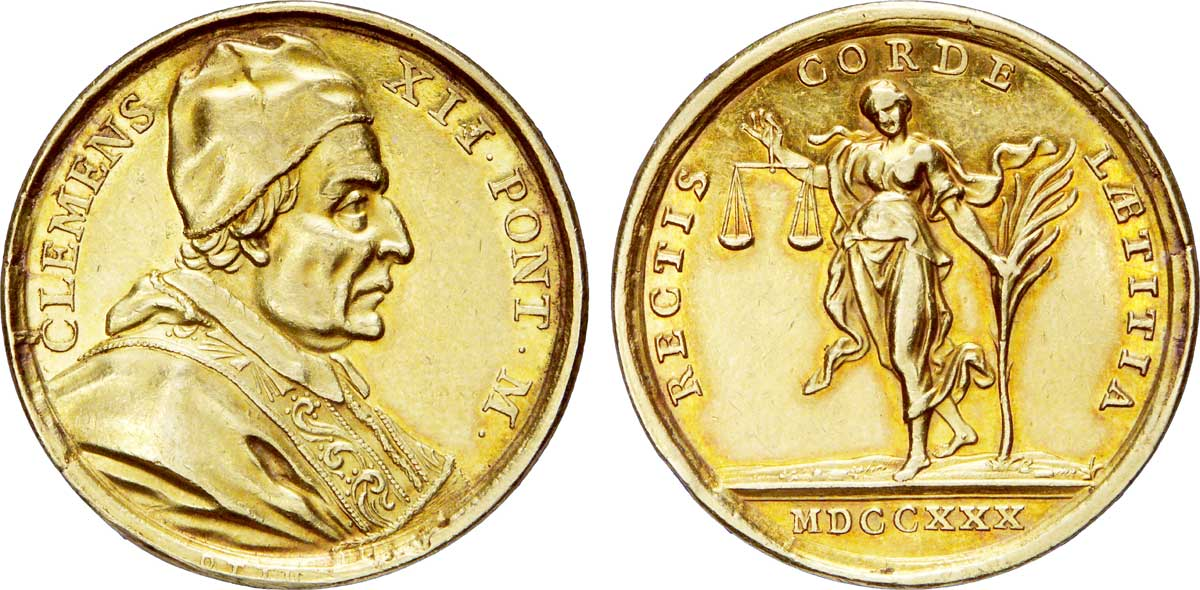
Medalla d'or amb l'efígie del papa Climent XII (1730)

El març de 1730 els corsos es van rebel·lar contra el govern de la República de Gènova. L'any següent es van dirigir a la Santa Seu demanant al Papa que els alliberés del jou genovés. El Papa esdevingué un mediador entre el poble cors i la República de Gènova. Va enviar una carta, a través de l'arquebisbe de Gènova Nicolò de' Franchi, al Senat genovès per comunicar la seva intenció; però els senadors la van tornar. Mentrestant, Gènova va demanar la intervenció de les tropes imperials, que van sufocar la revolta amb força.
El juny de 1732 va esclatar una baralla entre els agregats de l'ambaixador de la República de Venècia i les forces de seguretat papals. Un soldat i tres venecians van resultar morts. La reacció de la Sereníssima va ser immediata: l'ambaixador Zaccaria Canali va ser convocat a Venècia; el nunci Gaetano Stampa va haver de tornar a Roma.
Però la crisi diplomàtica es va evitar i es van restablir les relacions normals. La investigació va revelar que els venecians van ser els responsables de l'assalt. També va ser per aquest episodi que el pontífex va publicar la constitució apostòlica In suprema iustitie solio l'any 1735. Una de les lleis que s'hi inclouen estableix que qualsevol persona que cometi un assassinat no pot beneficiar-se de la immunitat diplomàtica.
Entre 1739 i 1740, el llegat de la Romanya, el cardenal Giulio Alberoni va obtenir, mitjançant una sèrie de maniobres diplomàtiques, la dedicació de l'antiga República de San Marino per uns mesos . El pontífex va desautoritzar les seves accions i va restaurar la independència del petit estat.

### Patró de les arts i les ciències

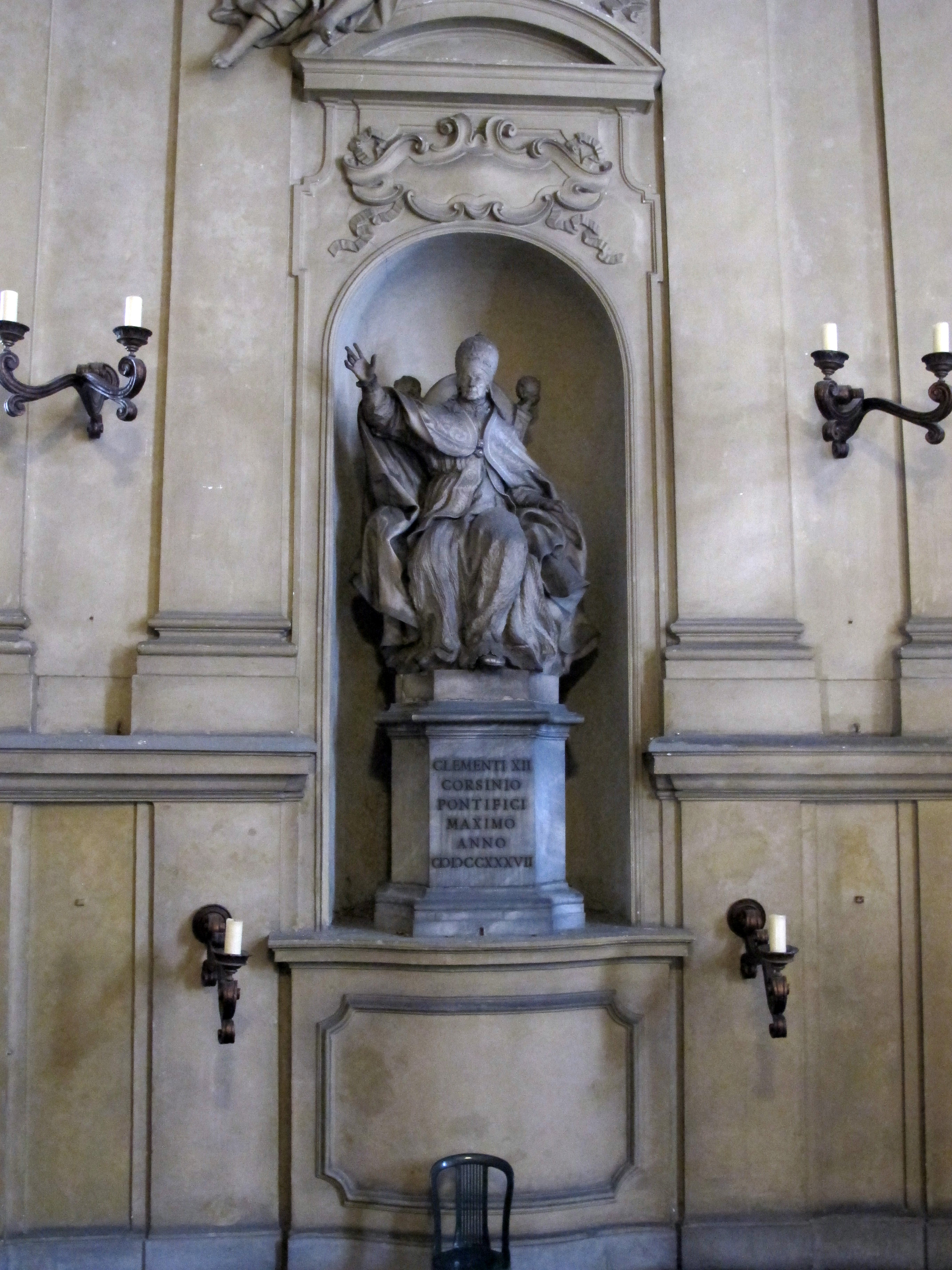
Estàtua de Climent XII, escala monumental del Palazzo Corsini.

El 4 de desembre de 1730 el pontífex va reconèixer els estatuts de la Universitat de Cervera, fundada a Lleida l'any 1297.
L'1 de juliol de 1732 va reconèixer la fundació de la Universitat Catòlica de Fulda ( Alemanya ).
El 1734 va ordenar l'obertura al públic dels Museus Capitolins. Per primera vegada (almenys al món occidental) es va fer accessible a la comunitat una col·lecció d'obres d'art.
El 1735 el pontífex va enviar Giuseppe Simone Assemani ( cristià maronita nascut amb el nom de Yūsuf Simʿān al-Simʿānī) al Líban , el seu país d'origen, amb el doble objectiu de dur a terme una recerca de manuscrits i de presidir, com a llegat , el sínode dels maronites (1736) , que va renovar completament la vida litúrgica i canònica d'aquesta Església. El legat va tornar amb una col·lecció d'aproximadament dos mil manuscrits i documents, inclòs el Codex Assemanius. Posteriorment el pontífex el va nomenar prefecte de la Biblioteca Vaticana.

### Diòcesis creades per Climent XII
Noves diòcesis
- Diòcesi de Dijon - 9 d'abril de 1731 (butlla Super specula). El territori s'obtingué de la diòcesi de Langres

Elevacions al rang d'arxidiòcesi
- Diòcesi de Ferrara -  27 de juliol de 1735 (butlla Paterna pontificii nobis)

### Consistoris per a la creació de nous cardenals

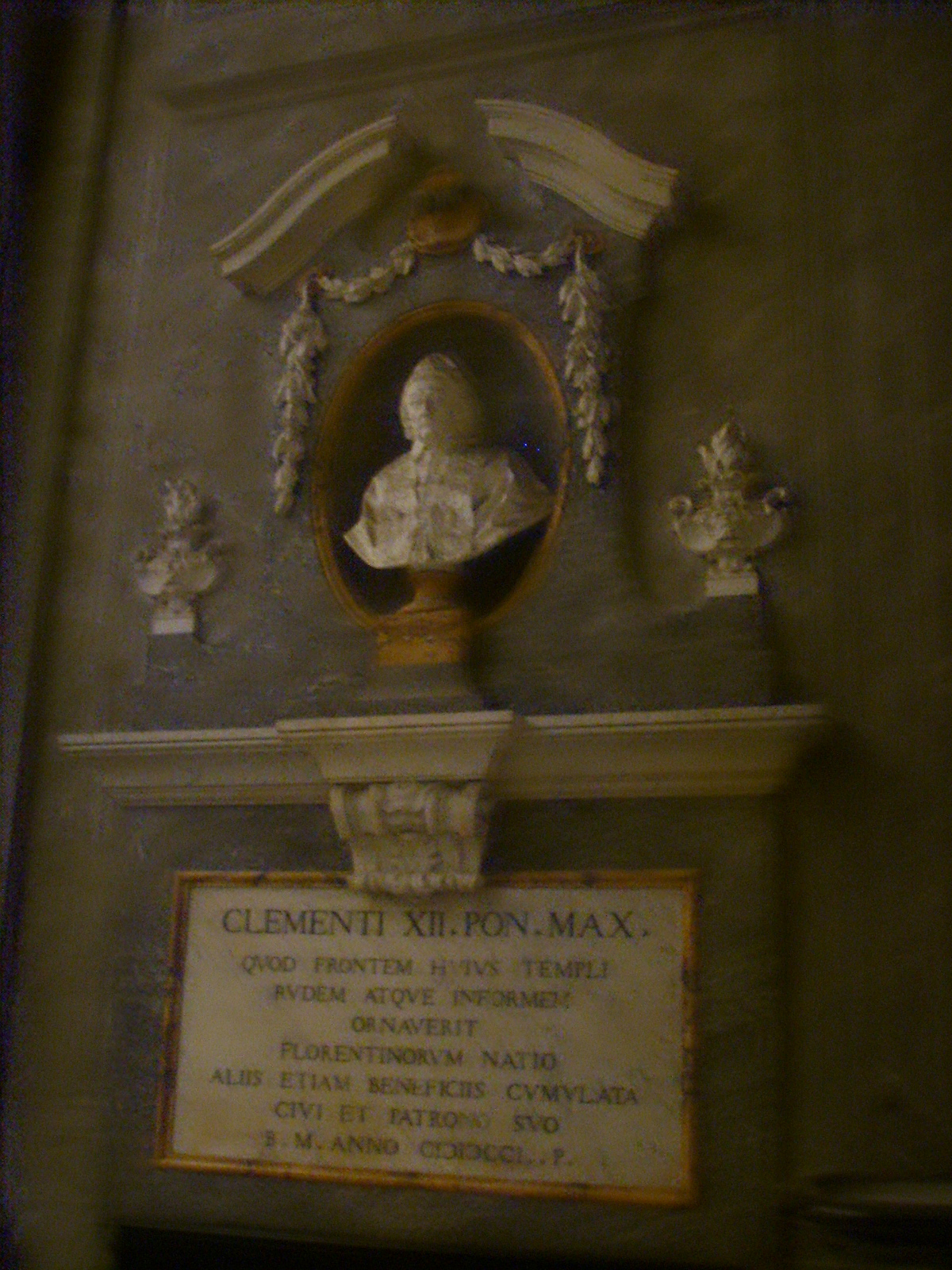
Monument a Climent XII a San Giovanni dei Fiorentini (Roma).

Climent XII va crear 35 cardenals en 15 consistoris diferents. Entre ells, el futur papa Climent XIII. Va establir un rècord elevant Lluís Antoni de Borbó-Espanya a la porpra amb només 8 anys: va ser el cardenal més jove de la història de l'Església. Abans d'ell només hi havia hagut un cas semblant: Alfons de Portugal, creat cardenal pel papa Lleó X el 1517 a la mateixa edat de 8 anys.
La germana de Climent XII, Maddalena Corsini, es va casar amb el marquès Donato Guadagni . Climent XI va consagrar el seu fill, Giovanni Antonio Guadagni, com a cardenal .

### Beatificacions i canonitzacions fetes per Climent XII
Beatificacions
- Caterina de Ricci (1522-1590), monja del monestir del Tercer orde de Sant Domènec de Pistoia - 23 novembre 1732[35]
- Giuseppe da Leonessa (1556-1612), sacerdot de l'orde dels Frares Menors Caputxins - 22 de juny de 1737

- Giovanni da Dukla (1414-1484), sacerdot de l'orde de frares menors - 23 de gener de 1733[37]
- Benet XI (1240-1304), papa - 24 d'abril de 1736[38]
- Michelina da Pesaro († 1356), viuda del Tercer orde secular de Sant Francesc - 13 d'abril de 1737[39]
- Clara de la Creu (1268-1308), monja, superiora del monestir agustí de Santa Croce a Montefalco - 13 d'abril de 1737[40]
- Giovannangelo Porro (1451-1505), sacerdot dels Servents de Maria - 15 de juliol de 1737[41]
- Andrea Caccioli (1194-1254), sacerdot de l'orde de frares menors - 25 de juliol de 1738[42]

Canonitzacions
- 16 de juny de 1737:
  - Caterina da Genova (1447-1510), mistica;[43]
  - Jean-François Régis (1597-1640), sacerdot profès de la Companyia de Jesús;[43]
  - Giuliana Falconieri (vers 1270 - 1341), monja, fundadora de les Serventes de Maria;[44]
  - Vicenç de Paül (1581-1660), sacerdot, fundador de la Congregació de la Missió i de les Filles de la Caritat.[44]

### Mort i enterrament
Climent XII va morir als 87 anys i 10 mesos el 6 de febrer de 1740 a Roma.
Va ser enterrat inicialment a la Basílica Vaticana; el 27 de juliol de 1742 les seves despulles van ser traslladades a la Basílica del Laterà, en una tomba majestuosa. Un cenotafi es troba a l'església de San Giovanni dei Fiorentini.
Després d'ell, només un altre papa, sense incloure el papa emèrit Benet XVI, va superar la seva edat cronològica: Lleó XIII, que va morir als 93 anys el 1903.